# Метавоксит
Метавоксит (рос. метавоксит; англ. metavauxite; нім. Metavauxit m) — мінерал, основний водний фосфат заліза й алюмінію шаруватої будови.

## Загальний опис
Хімічна формула: Fe2+Al2(OH)2 [PO4]2•8H2O.
Містить (%): FeO — 15,03; Al2O3 — 21,33; P2O5 — 29,71; H2O — 33,93.
Сингонія моноклінна, призматичний вид.
Утворює голчасті кристали з вертикальною штриховкою, волокнисті агрегати.
Густина 2,345.
Твердість 3,5.
Безбарвний, білий, блідо-зелений.
Блиск шовковистий.
Знайдений в олов'яних родовищах Льяльягуа й Тасна (Болівія).
Від мета… й назви мінералу вокситу (S.G.Gordon, 1927).